# Liphistius tioman
Liphistius tioman PLATNICK & SEDGWICK, 1984 è un ragno appartenente al genere Liphistius della famiglia Liphistiidae.
Il nome del genere deriva dalla radice prefissoide greca λιπ-, lip-, abbreviazione di λιπαρός, liparòs cioè unto, grasso, e dal sostantivo greco ἱστίον, istìon, cioè telo, velo, ad indicare la struttura della tela che costruisce intorno all'apertura del cunicolo.
Il nome proprio deriva dall'isola di Tioman, luogo di ritrovamento della specie, a 40 km dalla costa orientale dello Stato di Pahang della Malaysia peninsulare.

## Caratteristiche
Ragno primitivo appartenente al sottordine Mesothelae: non possiede ghiandole velenifere, ma i suoi cheliceri possono infliggere morsi piuttosto dolorosi
I maschi si distinguono facilmente dagli altri del genere Liphistius per avere l'apofisi tibiale retrolaterale divisa. Le femmine si differenziano dalle altre in quanto hanno lo stelo posteriore a forma di barca, il poreplate (area dei genitali femminili interni coperta da una zona priva di pori) squadrato e lunghe aperture al livello del ricettacolo per lo sperma.
Il bodylenght (lunghezza del corpo senza le zampe), esclusi anche i cheliceri, è di 15,4 millimetri nelle femmine. Il cefalotorace è di poco più lungo che largo, circa 6,8 x 6,5 millimetri, è di colore arancione con striature marrone scuro che ricoprono la pars cephalica. I cheliceri distalmente di colore marrone e arancioni prossimalmente, hanno 11 denti al margine anteriore delle zanne. Le zampe sono gialle con anulazioni marroni prossimalmente e distalmente su femori, tibie, metatarsi e tarsi. L'opistosoma è anch'esso più lungo che largo, circa 9 x 5,6 millimetri, è di colore bruno chiaro, macchiato da puntini gialli, con gli scleriti e le filiere bruno arancioni.
Nell'ambito del genere Liphistius si distinguono due gruppi principali per la morfologia dei genitali interni femminili. Il gruppo di cui fa parte questa specie ha il ricettacolo ventrale stretto occupante una porzione sostanziale della larghezza del poreplate, proprietà condivisa con L. malayanus, L. batuensis, L. panching e L. johore.

## Comportamento
Costruiscono cunicoli nel terreno profondi fino a 60 centimetri e tengono chiuso l'ingresso del cunicolo con una porta-trappola piuttosto rudimentale. Intorno all'apertura tessono 7-8 fili molto sottili e appiccicaticci in modo da accorgersi se qualche preda si sta avvicinando e, approfittando dei momenti in cui vi è invischiata, balzano fuori e la catturano. Vivono molti anni anche in cattività.

## Distribuzione
Rinvenuta in due caverne (Gua Sinah e Gua Panah) sull'isola di Tioman, a 40 chilometri dalla costa orientale dello Stato di Pahang della Malaysia peninsulare.